# Жеребило Вадим Володимирович
Вади́м Володи́мирович Жереби́ло (нар. 7 жовтня 1993, м. Мена, Чернігівська область  — 31 січня 2015, м. Щастя, Луганська область) — солдат, стрілець-зенітник 24-го батальйону територіальної оборони «Айдар» Збройних сил України, учасник російсько-української війни.

## Життєпис
Народився 07 жовтня 1993 року в місті Мена Чернігівської області.
Спочатку навчався в школі-гімназії, останні три класи відвідував Менську ЗОШ I-III ступенів ім. Т. Г. Шевченка, котру закінчив у 2009 році. Того ж року вступив до Чернігівського ліцею з посиленою військово-фізичною підготовкою, після закінчення якого навчався у Київському національному технічному університеті «Київський політехнічний інститут». Через події на Майдані перервав навчання, був активним учасником Революції гідності.
Учасник Антитерористичної операції на Донбасі — з початком військових дій на сході України пішов добровольцем у лави батальйону «Айдар». Під час одного з боїв зазнав поранення, але від госпіталізації відмовився.
Загинув 31 січня 2015 року внаслідок розриву снаряду під час виконання бойового завдання з охорони ТЕЦ міста Щастя Новойдарського району Луганської області.
Похований у місті Мена Чернігівської області на центральному кладовищі.

## Нагороди та вшанування

Меморіальна дошка Вадима Жеребила, м. Мена, ЗОШ ім. Т. Г. Шевченка

- Указом Президента України № 270/2015 від 15 травня 2015 року, «за особисту мужність і високий професіоналізм, виявлені у захисті державного суверенітету та територіальної цілісності України, вірність військовій присязі», нагороджений орденом «За мужність» III ступеня (посмертно)[2].
- 17 квітня 2015 року на будівлі Менської середньої школи ім. Т. Г. Шевченка, відкрито дошку пам'яти Вадима Жеребила[3].
- Всеукраїнська громадська організація «Спілка ветеранів та працівників силових структур України «ЗВИТЯГА» посмертно нагородила Жеребила Вадима Володимировича відзнакою «ЗА ВІРНІСТЬ ПРИСЯЗІ».
- Українська православна церква Київського патріархату нагородила Вадима медаллю «За жертовність і любов до України» (посмертно).
- Почесний громадянин Менського району (посмертно).
- 11 березня 2017 року нагороджений народним орденом «Лицарський хрест добровольця»[4].
- Вшановується в меморіальному комплексі «Зала пам'яті», в щоденному ранковому церемоніалі 31 січня[5][6].